# 関根翔太
関根 翔太（せきね　しょうた、1991年2月19日 - ）は、日本の舞台俳優。演劇集団キャラメルボックス所属。埼玉県出身。身長168cm、血液型はO型。
埼玉県立いずみ高等学校卒業後、千葉大学園芸学部を経て演劇集団キャラメルボックス俳優教室第10期生となり、2013年演劇集団キャラメルボックスに入団。
中学校・高校と卓球部所属。

## 出演

### 舞台

#### 演劇集団キャラメルボックス
太字は主演作品
- 『ヒトミ』(2014年、若杉) - 鈴木秀明とダブルキャスト
- 『鍵泥棒のメソッド』(2014年、村上/博人)
- 『ブリザード・ミュージック』(2014年、ふなひこ) - 木村玲衣とダブルキャスト
- 『カレッジ・オブ・ザ・ウィンド』(2015年、薄田刑事)
- 『時をかける少女』(2015年、廿日市/深町清) - 毛塚陽介とクロスキャスト
- 『きみがいた時間ぼくのいく時間』(2016年、山野辺光夫)
- 『フォーゲット・ミー・ノット』(2016年、春山敏郎)
- 『嵐になるまで待って』(2016年、津田)
- 『光の帝国』(2017年、春田光紀)
- 『エンジェルボール』(2018年、寺谷大地)
- 『ながれぼしのきもち』(2018年、氷川圭太)
- 『サンタクロースが歌ってくれた』(2021年、巡査)
- 『クロノス』(2022年、辻堂)
- 『クロノス・ビギンズ』(2023年、仁科克男)
- 『あしたあなたあいたい』(2023年、伊勢崎雄三)
- 『クローズ・ユア・アイズ』(2023年)
- 『さよならノーチラス号』（2025年）[4]
- 『トルネイド 北条雷太の終わらない旅』（2025年）[4]

#### 客演
- 『ソープ オペラ』(2013年、旋風計画)
- 『トンマッコルへようこそ』(2016年、ナッポスユナイテッド) - 部下/村人役
- 『SAFARING THE NIGHT/サファリング・ザ・ナイト』（2017年、舞台芸術集団 地下空港）
- 『カーテンコールは終わらない』(2017年、すゞひ企画)
- 『スキップ』(2017年、ナッポスユナイテッド) - 村岡/栗岡/白岡役
- 『おおきく振りかぶって』(2018年、ナッポスユナイテッド) -沖一利(一年・一塁手)役
- 『物語ほどうまくはいかない物語』(2019年、◯◯と温) - 宝生雅直役
- 『春のガラス窓』(201)9年、村松みさきプロデュース) - 桜井司役
- 『風を切れ2019』(2019年、演劇企画ユニット劇団山本屋) - カナギシカイト役
- 『舞台 仮面山荘殺人事件』(2019年、ナッポスユナイテッド) - 蒲原巡査役 他
- 『サラバ、偉大な魔法使い』(2020年、すゞひ企画)
- 『エール！』(2020年、劇団チーム・ユニコン) - 大東健太役
- 『ある冴えない男の人生最悪の選択』(2020年初演再演、すゞひ企画、オンライン公演)
- 『花トナレ』(2020年、劇団桟敷童子) - 隼人役
- 『ヒトミ』(2022年、キャラメルボックス俳優教室プロデュース公演) - 小沢役
- 『嵐になるまで待って』(2022年、CfY) - 勝本役
- 『15 Minutes Made in 本多』(2023年、ブリーズアーツ)
- 『ザーッと降って、からりと晴れて』(2023年、建)
- 『嵐になるまで待って』(2023年、ナッポス・ユナイテッド)
- 『セロ弾きのゴーシュ』（2025年、Office8次元） - みけねこ 役[5]

### オーディオドラマ
- NHKオーディオドラマ『あなたに似た街』（2017年）

### ゲーム
- ファミコン探偵倶楽部 笑み男（2024年、会社員、ラーメン屋店員[6]）

## 参考
1. ↑  “劇団によるプロフィール”.  演劇集団キャラメルボックス. 2021年6月27日閲覧。
2. ↑  “劇団によるプロフィール”.  演劇集団キャラメルボックス. 2020年6月30日閲覧。
3. ↑  “しんどいときこそが勝負。キャラメルボックス関根翔太が部活で培った「困難に打ち勝つ思考術」 | ゲキ部！ -Official Site-”. 2019年10月24日閲覧。
4. 1 2  “40周年のキャラメルボックスが記念公演、成井豊「人が人を想う気持ちを客席で見届けて」”. ステージナタリー.   ナターシャ (2025年6月10日). 2025年6月10日閲覧。
5. ↑  “観客も演奏に参加、ミュージカル「セロ弾きのゴーシュ」龍宮城・竹内黎ら出演”. ステージナタリー.   ナターシャ (2025年2月20日). 2025年2月20日閲覧。
6. ↑  Trave112のツイート、2024年8月30日閲覧。